# Wellington José
Wellington José da Silva (Rio de Janeiro, 20 de agosto de 1973), mais conhecido como Wellington José, é um comerciante e político brasileiro. Atualmente, exerce o mandato de deputado estadual do Rio de Janeiro pelo Podemos (PODE).
Nas eleições de 2018, foi candidato a deputado estadual pelo PMB, mais não foi eleito. Em 4 de janeiro de 2021, assumiu o mandato de deputado após Marina Pereira da Rocha Fernandez assumir a prefeitura de Guapimirim.